# Купчин, Григорий Трофимович
Григорий Трофимович Купчин (1915 — 14 февраля 1945) — советский офицер, участник Великой Отечественной войны, командир роты 102-го гвардейского стрелкового полка 35-й гвардейской Лозовской стрелковой дивизии 8-й гвардейской армии 1-го Белорусского фронта, гвардии Старший лейтенант. Герой Советского Союза (24.03.1945).

## Биография
Григорий Купчин родился в 1915 году в селе Мостки ныне Сватовского района Луганской области в семье украинского крестьянина. Окончил 7 классов в 1932 году, вечерние курсы по подготовке специалистов сельского хозяйства — в 1933 году. Работал в Мостовской механо-транспортной станции прицепщиком, трактористом.
В Красной Армии в 1937—39 годах и с октября 1941 года. Участник Великой Отечественной войны с 1941 года. В 1943 году окончил Курсы усовершенствования командного состава. Был трижды ранен.
Рота 102-го гвардейского стрелкового полка 35-й гвардейской стрелковой дивизии 8-й гвардейской армии 1-го Белорусского фронта под командованием гвардии лейтенанта Купчина в числе первых в полку утром 1 августа 1944 года скрытно вплавь форсировала Вислу и внезапной атакой захватила важный пункт в обороне противника Руда-Тарнавска (5 километров северо-восточнее села Магнушев, Польша).
Противник при поддержке артиллерии и авиации предпринял ряд контратак, но рота удержала захваченный рубеж до подхода основных сил полка. Гвардии лейтенант Купчин умело организовал отражение вражеских атак и передавал данные о вражеских войсках. С помощью переправившихся войск Магнушевский плацдарм был не только удержан, но и расширен. 
Вечером того же дня 102-й гвардейский стрелковый полк двумя батальонами, обходя Магнушев с севера, достиг дороги Магнушев — Воля Магнушевска. При штурме Магнушева гвардейцы лейтенанта Купчина уничтожили более роты вражеских солдат, захватили две зенитные пушки, автомашину с боеприпасами, пленили двенадцать немцев; при этом Купчин лично подавил пулемётную точку противника. Был ранен, но остался в строю.
Указом Президиума Верховного Совета СССР от 24 марта 1945 года «за мужество, отвагу и героизм, проявленные в борьбе с немецко-фашистскими захватчиками», гвардии лейтенанту Купчину Григорию Трофимовичу присвоено звание Героя Советского Союза.
В феврале 1945 года заместитель командира стрелкового батальона гвардии старший лейтенант Купчин, находясь в авангарде полка, в числе первых форсировал реку Одер. 14 февраля 1945 года в боях по расширению плацдарма на левом берегу Купчин погиб.

## Награды
- Медаль «Золотая Звезда» Героя Советского Союза.
- Орден Ленина.
- Орден Отечественной войны 1 степени.

## Память
- Похоронен на восточной окраине села Занциг провинции Бранденбург (Германия)[1].
- Одна из улиц в родном селе носит его имя.